# Ferula transiliensis
Ferula transiliensis là một loài thực vật có hoa trong họ Hoa tán. Loài này được (Herder) Pimenov mô tả khoa học đầu tiên năm 1981.